# کیل‌شیلن
کیل‌شیلن (به انگلیسی: Kilsheelan) یک منطقهٔ مسکونی در ایرلند است که در شهرستان تیپراری واقع شده‌است.